# Лорен, Вероника
Веро́ника Ло́рен Граббс (англ. Veronica Lauren Grubbs; 17 декабря 1980) — американская актриса

.

## Биография
Вероника Лорен Граббс родилась 17 декабря 1980 года.
Ходила в Среднюю школу Лейксайд в Ирвайне, штат Калифорния. Затем она обучалась в Вудбриджской средней школе в Ирвине, Калифорния, где она пела и танцевала в «Encore!» и «The Entertainers».

## Карьера
Она сыграла Элис в фильме «Вечно молодой» (1992).
В 1994 году снялась в рекламном ролике «Apple Jacks».
Она наиболее известна по роли Хоуп Бёрнфорд в фильме 1993 года «Дорога домой: Невероятное путешествие» и его сиквеле 1996 года «Дорога домой 2: Затерянные в Сан-Франциско».
Также активно снималась на телевидении («Дни нашей жизни», «Клиент всегда мёртв» и др.).

## Избранная фильмография
| Год       |    | Русское название                           | Оригинальное название                    | Роль                |
| --------- | -- | ------------------------------------------ | ---------------------------------------- | ------------------- |
| 1989      | с  | Закон Лос-Анджелеса                        | L.A. Law                                 | Лиза Хейли          |
| 1992      | ф  | Вечно молодой                              | Forever Young                            | Элис                |
| 1993      | ф  | Дорога домой: Невероятное путешествие      | Homeward Bound: The Incredible Journey   | Хоуп Бёрнфорд       |
| 1993      | мс | Возвращение в Одинокий голубь              | Return to Lonesome Dove                  | Салли Аллен         |
| 1995      | ф  | Луговая арфа                               | The Grass Harp                           | Мод в юности        |
| 1996      | ф  | Дорога домой 2: Затерянные в Сан-Франциско | Homeward Bound II: Lost in San Francisco | Хоуп Бёрнфорд       |
| 1997      | с  | Большой ремонт                             | Home Improvement                         | Дженни              |
| 1999      | ф  | Американский пирог                         | American Pie                             | джазовая вокалистка |
| 2000      | с  | Страсти                                    | Passions                                 | Анджела             |
| 2000      | с  | Седьмое небо                               | 7th Heaven                               | Крис                |
| 2001      | с  | Клиент всегда мёртв                        | Six Feet Under                           | Пола Купер          |
| 2001—2007 | с  | Дни нашей жизни                            | Days of Our Lives                        | Синтия Остин Лорен  |
| 2002      | с  | Практика                                   | The Practice                             | Патриша Хейден      |
| 2007      | с  | Детектив Раш                               | Cold Case                                | Селест Чёрч — 2007  |